# Аюбов, Ибрагим Зелимханович
Ибрагим Зелимханович Аюбов (1953 год) — чеченский тренер, мастер спорта СССР по самбо и дзюдо, Заслуженный тренер СССР и России, Заслуженный работник физической культуры Чечено-Ингушской АССР.

## Биография
В 1969 году во время летних каникул тайком от родителей записался в секцию самбо. Его первым тренером стал Феликс Куцель. На тренировки приходилось ездить на попутном транспорте, из Аргуна, где он жил, в Грозный. Вскоре стал чемпионом республики среди юношей.
В 1971 году был призван в армию. Службу проходил в Будапеште (Венгрия, Южная группа войск) в спортивной роте. За годы службы одержал немало побед на престижных соревнованиях. После окончания службы его уговаривали остаться на сверхсрочную службу. Но в связи со смертью отца он вынужден был вернуться на родину.
У Аюбова два брата и три сестры. Чтобы их прокормить устроился оператором котла на Аргунскую ТЭЦ. Затем перешёл на работу на завод «Пищемаш» слесарем-электриком. Продолжал тренироваться в заводском спортзале. В 1975 году перешёл на тренерскую работу в республиканскую детскую спортивную школу. В том же году выполнил норматив мастера спорта СССР. В 1977 году стал чемпионом республики по самбо и дзюдо и после этого ушёл из спорта, всецело сосредоточившись на тренерской работе.

### Тренерская работа
В 1977 году его ученик Умар Бисултанов стал серебряным призёром чемпионата СССР по самбо в категории до 48 кг, а впоследствии четырежды становился чемпионом страны. В 1982 году другой ученик Аюбова, Алдам Эпендиев, стал чемпионом СССР по самбо, а затем дважды становился чемпионом СССР и один раз чемпионом Европы по дзюдо. Затем заметных успехов стали добиваться братья Дикиевы. Стал чемпионом России и Европы Шейх-Магомед Вакаев. Стали победителями юношеских Олимпийских игр Сулим Довтукаев и Магомед Ахмаров.
В 1987 году окончил факультет физического воспитания Чечено-Ингушского государственного университета. Занимается тренерской работой более 40 лет. Возглавляет республиканскую школу высшего спортивного мастерства. В 2009 году был избран депутатом Совета депутатов г. Аргун.

## Известные воспитанники

### Спортсмены
- Хюсеин Озкан;
- Адлан Бисултанов;
- Саламу Межидов;
- Хасмагомед Дикиев;
- Шейх-Магомед Вакаев;

### Тренеры
- Сайд-Магомед Дикиев;
- заслуженный тренер России Хасмагомед Дикиев;
- Умар Бисултанов;
- Руслан Асханов;
- Апти Юсупов;
- Шарип Салатаев;
- Магомед Садуев;
- Ханпаша Мехтиев;
- Сослан Идрисов;
- Алдам Эпендиев;
- Хасан Абдул-Азиев;
- Рамзан Ахмаров.

## Семья
Трое детей. Единственный сын Зелимхан — мастер спорта по самбо и дзюдо, тренер республиканской школы высшего спортивного мастерства. Племянник Алихан Аюбов — мастер спорта по самбо и дзюдо.

## Награды и звания
- Заслуженный тренер РСФСР (1990);
- Заслуженный тренер СССР (1991);
- Заслуженный тренер России (2007);
- Медаль «За заслуги перед Чеченской Республикой»;
- Медаль «Элита спорта»;
- Лучший тренер Чечни (2011).